# Washington Commanders
A Washington Commanders (1937 és 2019 között Washington Redskins) egy profi amerikaifutball-csapat, amely Washington városához, és annak agglomerációjához kapcsolódik. A csapat főhadiszállása a Virginia állambeli Ashburn városában található, míg a csapat a Marylandi Landoverben játssza a hazai mérkőzéseit. A Washington Commanders jelenleg az NFC Keleti csoportjában található. 1932 óta már több mint ezer mérkőzést játszott. Kétszeres NFL-győztes, a sorozatot 1937-ben, és 1942-ben nyerte meg. Háromszor hódította el a Super Bowlt 1983-ban, 1988-ban és 1992-ben. Ötször játszott a Super Bowl döntőjében, holtversenyben a San Francisco 49ers, Oakland Raiders, és a Miami Dolphins csapataival. Náluk többször csak négy csapat szerepelt a döntőben, a Dallas Cowboys nyolcszor, a Pittsburgh Steelers hétszer és a Denver Broncos hatszor. A Forbes magazin szerint 2009-ben az 1,55 milliárd dolláros piaci értékével a Washington, a liga második legértékesebb csapata volt a Dallas Cowboys után.

## Története

### Az első évek (1932–1945)

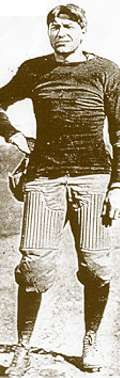
William Henry Dietz

1932. július 9-én George Preston Marshall, Vincent Bendix, Jay O'Brien és Dorland Doyle Boston városának megvásárolta az NFL licencet. Az első pályájuk a Braves Fielden volt, amiről az első nevét kapta a csapat, és így lett a nevük a Boston Braves. 1933. július 8-án a Boston Red Sox csapatának is otthont adó Fenway Parkba költöztek, ami a névváltozással is együtt járt. Az első szezonjuk után felvették a Boston Redskins nevet. A nevet George Preston Marshall választotta a csapat edzője, William Henry Dietz iránti tiszteletből, aki indián származású volt. A Redskins se az 1933-as, se az 1934-es szezonban nem nyújtott kimagaslót, ezért a csapat edzőjét William Henry Dietzet kirúgták, és helyette Eddie Casey lett az edző. De őt egy szezon után menesztették, mert katasztrofális idényt csinált a csapat. 1936-ban érkezett Ray Flaherty, akivel elindult felfele a csapat a lejtőn. 1937-ben a csapat elköltözött Bostonból Washingtonba, és ekkor megint megváltoztatták a nevüket, a 2020-ig használt névre a Washington Redskinsre. Flaherty 1942-ig maradt a csapat edzője, és vele két NFL Champions bajnoki címet is szereztek, az utolsót épp 1942-ben szerezték. De a sikersorozat nem folytatódhatott a második világháború miatt. A csapat több tagját besorozták, míg a csapat edzője Ray Flaherty 1942 és 1945 között a tengerészetnél szolgált, a háború után pedig a New York Yankees amerikai futball csapathoz szerződött.

### Hanyatlás és integráció (1946–1970)
A sikeres évek miatt a szurkolók megkedvelték a csapatot. Bár a csapat eredményei lassan, de folyamatosan romlottak. A Redskinsnek 1946 és 1951 között négy edzője volt, a sikerek mégis elmaradtak. De ez mégsem vette el George Preston Marshall kedvét, akinek továbbra is az volt a célja, hogy a liga legsikeresebb csapata legyen a Washington. Első lényeges újítását 1950. június 14-én vitte véghez, amikor is a ligában elsőként Marshall adta el a csapat összes szezonbeli mérkőzésének a TV közvetítési jogát, amit a American Oil Company vett meg. A másik fontos lépése az volt hogy a Green Bay Packers edzőjét Earl "Curly" Lambeaut kérte fel a csapat vezetésére, aki hat bajnoki címet nyert korábban edzőként. Bár két esztendő után kirúgta Lambeaut, mert nem hozta az elvárt eredményeket. 

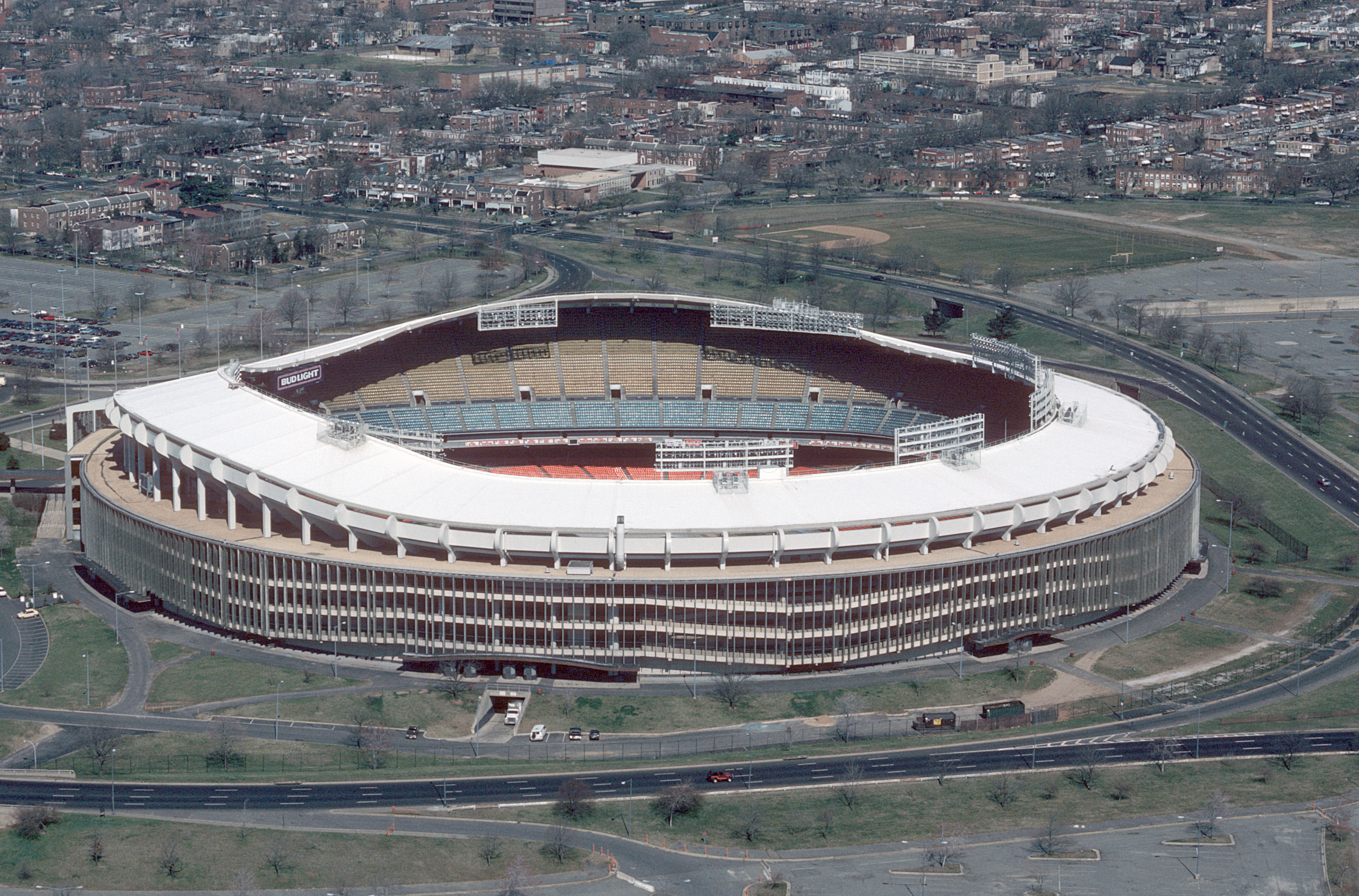
RFK Stadion 1961 és 1996 között a Redskins hazai pályája volt

1961-ben a csapat új otthonra lelt, a D.C. Stadionba költözött, melyet 1969-ben átneveztek Robert F. Kennedy Memorial Stadionra. Az új stadionban 1961. október 1-jén játszották az első mérkőzésüket a New York Giants ellen. A stadionban 37 767 néző láthatta amint a Redskins 21-7-es vezetésről kikap 21-24-re. A csapatnak más téren is voltak problémái. 1962-ig a Washington Redskins volt az egyetlen olyan profi csapat, amelyik még sohasem szerződtetett fekete játékost. Marshallt többen támadták ezért, köztük a Washington Post és az USA Szövetségi Kormányzata, de ő ellenállt amíg tudott. Egyszer ezt nyilatkozta: "Akkor fogok fekete játékosokat szerződtetni, ha majd a Harlem Globetrotters is szerződtet fehér játékosokat." Stewart Udall az USA titkára figyelmeztette Marshallt, amennyiben nem alkalmaznak fekete játékosokat, nem játszhatnak a D.C. Stadionban, amely az Egyesült Államok tulajdona. Ez volt az első alkalom, hogy a kormány fellépett egy profi csapat ellen a szegregáció megszüntetése miatt. Végül 1962-ben három fekete játékost is draftoltak a játékosbörzén, bár Marshall hamar túladott rajtuk. 1962-ben Marshall a csapat elnöke és tulajdonosa szellemileg is kezdett leépülni, és a csapat többi részvényese a beleegyezése nélkül nehezen tudott döntéseket hozni. Marshall 1969. augusztus 9-ei halála után a washingtoni Edward Bennett Williams kisebbségi részvénytulajdonos, és egyben Amerika egyik legmegbecsültebb ügyésze vette át a csapat ügyeit. A Los Angeles-i többségi tulajdonos Jack Kent Cooke, aki a Los Angeles Lakers tulajdonosa is volt egyben, csendes társként maradt a csapatnál.

### A George Allen éra (1971–1980)
1971. január 6-án Williamsnek sikerült a Los Angeles Rams edzőjét, George Allent szerződtetnie. Allenek már az első évében sikerült a playoffba vezetnie csapatát, amelyre 1945 óta nem volt példa. A következő idényben 1972-ben, egészen az NFL döntőjéig meneteltek ahol csak a veretlen Miami Dolphins tudta őket legyőzni. 1973-ban, 1974-ben és 1976-ban még sikerült a playoffba bekerülniük, de az első körben mindig kiestek. Miután Allennek 1977-ben nem sikerült a csoportból továbbjuttatnia a csapatot, megváltak tőle és a helyére szerződtették Jack Pardeet. A Redksins mégis sikeresnek ítélhette meg a 70-es éveket, hiszen egy hosszú sikertelen korszak után sikerült döntőbe jutniuk, és többször is bekerültek a playoffba. A 70-es évekbeli csapatot egyszerűen csak az "Over-the-Hill Gangnek" azaz a "Csúcsokon túli csapatnak" hívták. Az 1970-es évek végén a többségi tulajdonos Jack Kent Cooke Virginiába költözött, és átvette a csapat irányítását Williamstől.

### A Gibbs korszak (1981–1992)
1981. január 13-án Cooke leszerződtette vezetőedzőnek a San Diego Chargers támadóedzőjét Joe Gibbst. Az 1981-es NFL Drafton sikerült megszerezniük Mark May, Russ Grimm és Dexter Manleyt, akik később meghatározó játékosaivá váltak a 80-as évekbeli Redskinsnek. Az 1981-es szezont öt vereséggel kezdte a csapat, a hátralévő 11 mérkőzéséből nyolcat megnyert, de a playoff helyezéshez ez kevés volt. 1982-ben egy 57 napos játékossztrájk miatt 1982. szeptember 21. és 1982. november 16. között szünetelt a profi futball. De a sztrájk jól jött a Washingtonnak, amely dominált a későbbi mérkőzéseken, és 1976 után ismét sikerült bejutnia a rájátszásba. A rájátszásban már senki nem tudta feltartóztatni a Redskinst, amely eljutott az 1983. január 30-ai döntőbe. Az ellenfele az a Miami Dolphins volt, aki 1972-ben legyőzte a Washingtont. A Washington Redskins 27-17-re legyőzte a Miamit, és megszerezte első Super Bowl bajnoki címét. Az 1987-es szezon egy 24 napos játékossztrájkkal kezdődött, ezért 16 mérkőzés helyett csak 15-öt játszottak az alapszakaszban. A Washington eljutott a döntőig, ahol 0-10-ről fordított a Denver Broncos ellen, és 42-10-re nyerte meg a mérkőzést. A döntőben sokat köszönhettek az irányítójuknak, Doug Williamsnak aki a második negyedben négy touchdown passzt adott, és ezzel ő lett a liga első fekete irányítója, aki Super Bowlt nyert a csapatával. A következő sikerre nem kellett sokat várni a csapat szurkolóinak, 1992. január 26-án sikerült legyőzniük a Buffalo Bills csapatát az NFL döntőben. A Gibbs korszak 1993. március 5-én ért véget, amikor Gibbs visszavonult a profi futballtól. Karrierje során három bajnoki címet nyert a Redskinssel.

### A sikerkorszak után (1993–2003)

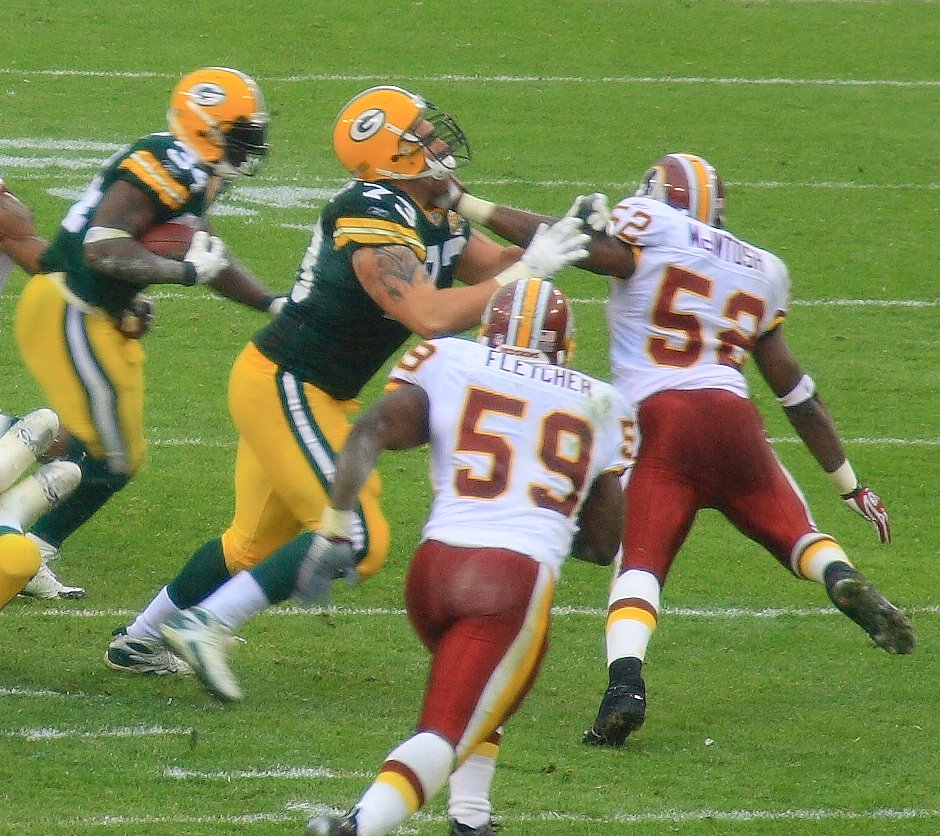
A Green Bay ellen

A három bajnoki cím, hatalmas elvárásokat tett az új edzők vállára. Gibbs távozása után jelentősen visszaesett a csapat teljesítménye. Az első években több edzőt is menesztettek az első szezonja után. 1996. december 22-én játszotta csapat az utolsó mérkőzését a Robert F. Kennedy Memorial Stadionban, ahol a Dallas Cowboyst verték 37-10 re. A Redskins egy új stadionba költözött, amit az 1997. április 6-án elhunyt Jack Kent Cookeról neveztek el. 1999. május 25-én a csapatot Daniel Snyder vásárolta meg 800 millió $-ért. Az új tulajdonos 1999. november 21-én átnevezte a stadiont FedExFieldre. Snyder érkeztével kicsit javultak az eredmények, de a csapatnak a döntőbe jutni így sem sikerült. A 2001-es szezont 30-3-as vereséggel kezdték a San Diego Chargers ellen, két nappal a 2001. szeptember 11-ei terrortámadások előtt. A terroristatámadások után létrehozták a Redskins Relief Fund alapítványt, amely a Pentagont ért támadás áldozatainak családtagjait segítette több mint 700 000 $-al. 2002. január 14-én nevezték ki Steve Spurriert, aki az ötödik edző volt a tíz év alatt, de ő sem tudta a csapatot bajnoki címhez juttatni.

### Joe Gibbs visszatér (2004–2007)

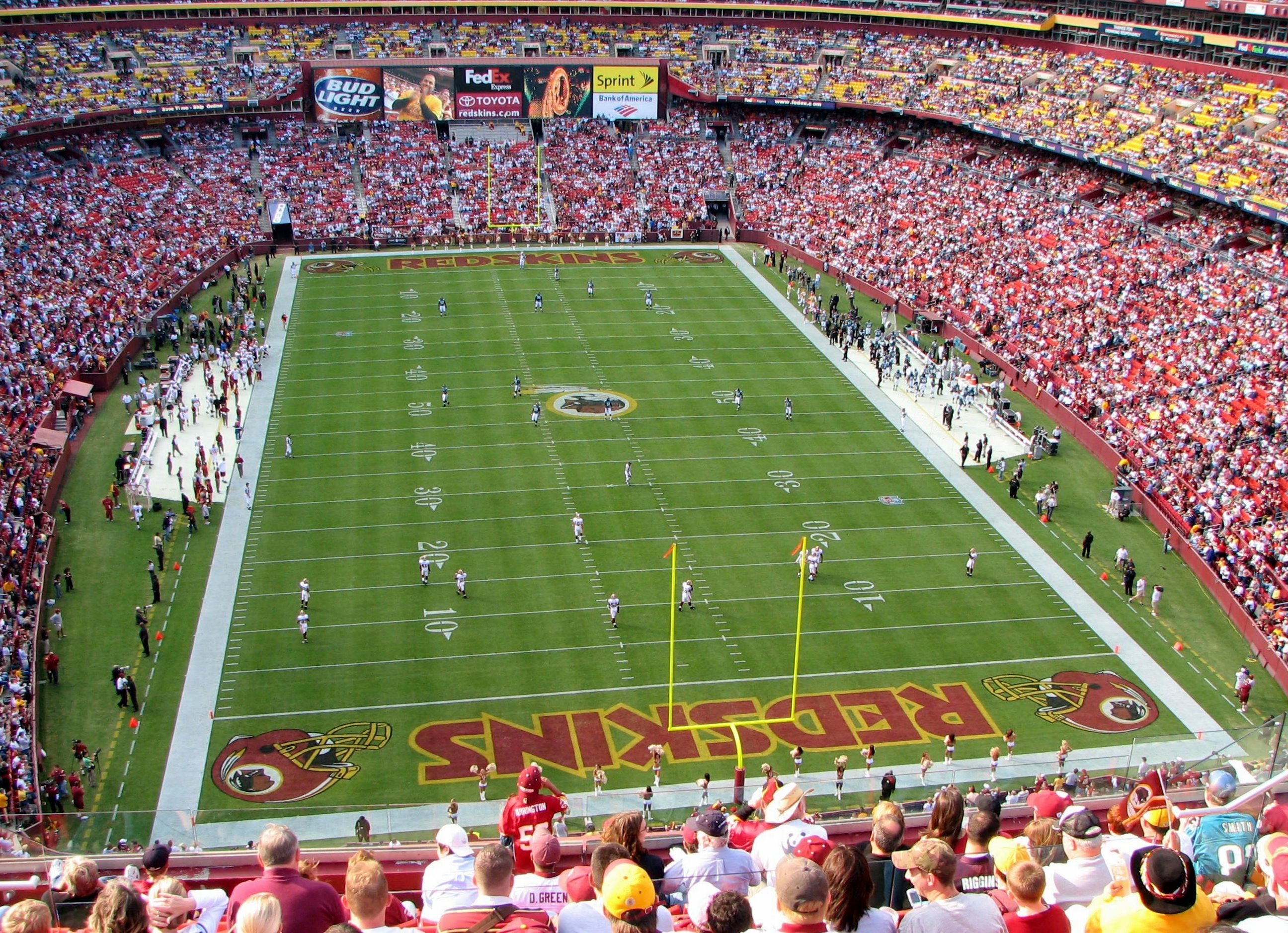
A FedExField Stadion belülről

Daniel Snydernek sikerült visszacsábítania Joe Gibbst, hogy legyen a csapat edzője. Gibbs a Nascarban a saját csapatát, az 1992-ben alapított Joe Gibbs Racinget hagyta ott, amit 1992-től 2003-ig irányított. A csapat stadionját 91 665 férőhelyesre bővítették, és ezzel a liga egyetlen olyan stadionja lett, ahová több mint 90 000 ember fér be. 2007-ben a csapatra jellemzőek voltak szoros kevés gólos mérkőzések. A szezonnyitó mérkőzésen 2-0 nyertek. Ugyanebben az évben tragédia történt a csapatnál, Sean Taylort a csapat egyik játékosát Miamiban lévő házában agyonlőtték. Gibbs nem tudta hozni a tőle várt eredményeket, ezért 2007-ben lemondott az edzői posztról, és végleg visszavonult az edzősködéstől.
A Washingtonnál töltött második edzői korszakában, kétszer tudta a rájátszásba vezetni a csapatát, ahol mindkétszer a Seattle Seahawks állította meg.

### Jelen évek (2008–)
A 2008-as és a 2009-es szezon sem sikerült jól a Washington Redskinsnek, mindkét évben utolsóként végzett a csoportjában. 2010. január 5-én megállapodtak Mike Shanahan edzővel, így a 2010-es szezonban ő irányítja a csapatot. 2010. április 4-én sikerült az ősi rivális Philadelphiától megszerezni Donovan McNabbet a csapat irányítójának.
2020-ban a csapat nevét Washington Football Teamre változtatták.

## Logó és mez

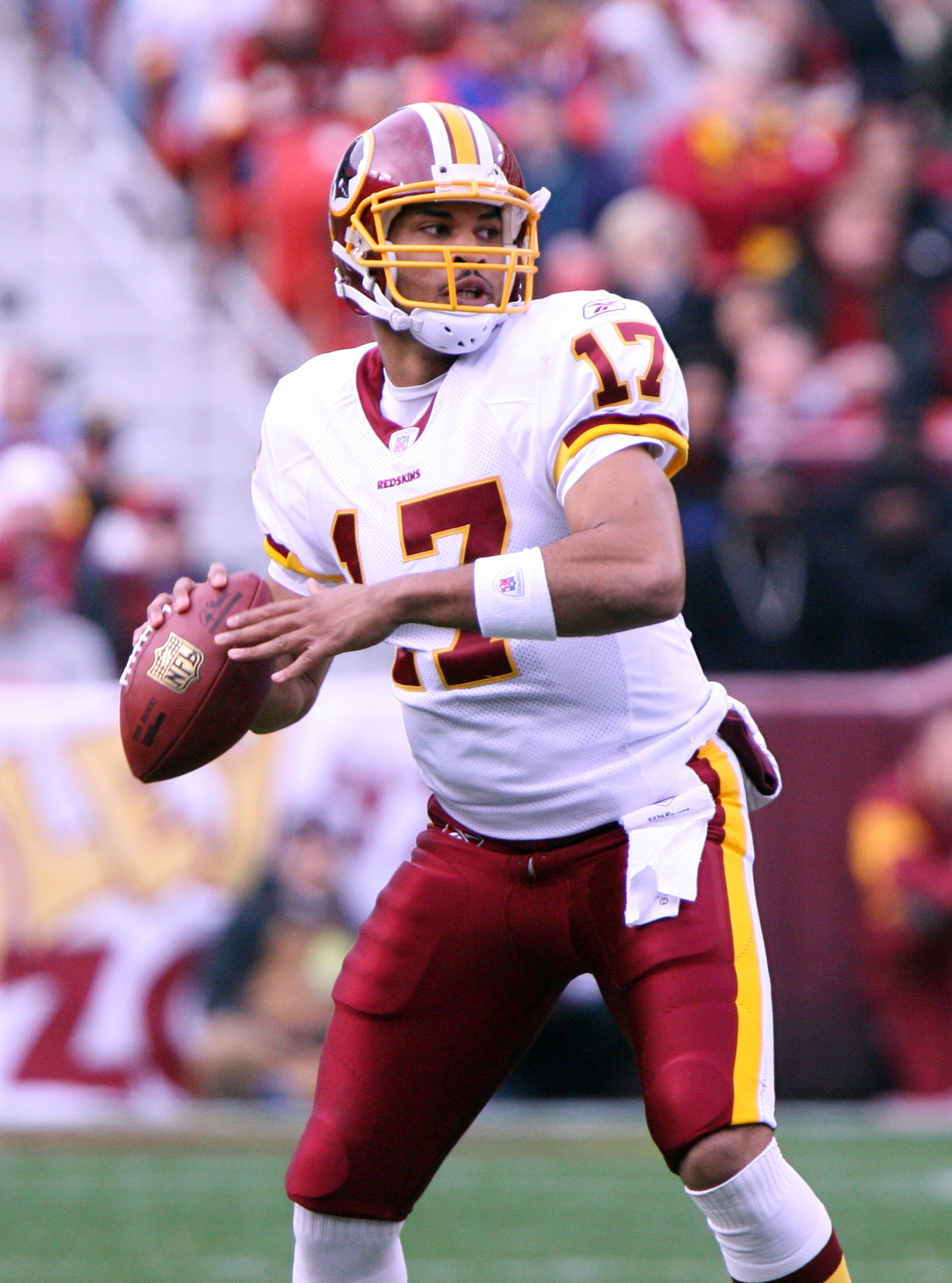
A fehér színű mez

A Washington Football Team alapszínei a burgundi vörös és az arany szín. A Redskins mezét 1979-ben Jack Pardee edző terveztette. A sisak rácsát először 1978-ban festették aranyszínűre, amin azóta nem is változtattak. Egyike azon három csapatnak a Dallas és a Miami mellett, akik otthon fehér színű mezben játszanak. Bár a Miami az augusztusi hőség miatt játszik otthon fehér színben. A fehér szín otthoni viselete még Joe Gibbs első edzői korszakából maradt meg. Mikor Gibbs még a San Diegóban dolgozott, akkor a San Diego Chargers otthon fehér színben játszott. A burgundi vörös színű mezt főleg akkor használják, ha az otthoni csapat fehérben játszik, ezért főleg a Dallas Cowboys és a Philadelphia Eagles ellen szokták viselni.
2001-ben az akkori edző Marty Schottenheimer alatt, mind az otthoni, és mind az idegenbeli mérkőzéseiken a burgundi vörös színű mezt viselték. 2002-ben a Boston Braves megalakulásának 75-ik évfordulójának tiszteletére, burgundi vörös színű mezükön arany színű csíkok voltak, és a sisakjukat is az 1965 és 1969 között használt sisak alapján tervezték. Mikor Gibbs visszatért a csapathoz újra a fehér színű mezben játszottak. 2007. szeptember 23-án a New York Giants ellen, annak tiszteletére hogy 75 éve a város csapata a Washington Redskins, arany színű sisakot és nadrágot viseltek fehér mezzel. A csapat logója egy indián törzsfőnök fej. A 2000-es években indián szervezetek sértőnek találták, hogy indián nevük van profi baseball, jégkorong, kosárlabda és amerikai futball csapatoknak. Ezért szerették volna, hogy ezek a csapatok, köztük a Redskins is változtassák meg a nevüket. De petíciójuk nem volt eredményes, így a Redskins megtarthatta a nevét, és a logóját is.

## Rivalizálás a Cowboyokkal
A Redskins-Cowboys rivalizálás két profi amerikai futball csapat közötti versengés. A két csapat együtt nyolc Super Bowl győzelmet szerzett. A két csapat közötti versengés 1960-ban kezdődött, amikor a liga létszámbővítést hajtott végre, és a Dallas Cowboysnak is megadták a licencet, hogy az NFL-ben játsszon. Az első évben külön csoportban voltak, de a sorsolás miatt egyszer megmérkőztek egymással. 1961-ben azonos csoportba osztották be őket, így attól az évtől kezdve minden évben legalább kétszer megmérkőznek egymással. Bár a pályán kívüli rivalizálás már korábban elkezdődött, még azelőtt mielőtt a Dallas Cowboys megalakult volna. A texasi olajmágnás Clint Murchison, Jr. 1958-ban hallotta hogy, George Preston Marshall el akarja adni a Redskinst, mert pénzre van szüksége. Murchison pedig szeretett volna egy saját csapatot, és a Redskinst szerette volna Dallasba költöztetni. Miután megállapodtak az üzlet feltételeiben, és már csak az aláírás hiányzott a szerződésről, akkor Marshall újabb feltételeket szabott. Murchisont ez annyira feldühítette, hogy elállt az üzlettől. Ezekben az időkben történt, hogy a Redskins zenei igazgatója Barnee Breeskin összeveszett Marshallal. Breeskin úgy állt bosszút Marshallon, hogy tárgyalásokba kezdett Murchison ügyvédjével, Tom Webbel. 2 500 $-ért eladta a Redskins indulójának, a "Hail to the Redskinsnek" a jogdíjait, így azok Murchison kezébe kerültek. Murchison mindenképpen szeretett volna egy csapatot, ezért kapcsolatba lépett George Halassal, az NFL vezérigazgatójával, aki támogatásáról biztosította, hogy indíthat egy új csapatot az NFL-ben. Mikor a klubtulajdonosok összegyűltek a szavazásra, hogy kibővítsék-e a liga csapatainak számát, vagy sem, akkor Marshall ellene szavazott. Marshall tudta, hogy a déli államokban sokan szimpatizálnak a Redskinssel, és félt hogyha a Dallas is indíthat csapatot, akkor elveszítheti szurkolóinak egy részét. Mikor megtudta, hogy a csapat indulóját a Murchinson birtokolja, lelkileg nagyon összetört. A dal Marshallnak sokat jelentett, bár Breeskin szerezte a zenéjét, de Marshall felesége írta a dal szövegét. Végül megállapodtak, hogy a Washington visszakapja az indulóját, cserébe pedig Marshall is megszavazta, hogy a Dallas megkapja a licencet, és részt vehessen az NFL küzdelmeiben.
1961. decemberében a Cowboyok elleni mérkőzés előtt egy nappal, Murchison négy barátja csirkeeledellel szórta tele a Washington pályáját. Majd a mérkőzés napján, amikor a félidei showban a mikulás kutyaszánon vonult be, 75 fehér és egy fekete éhes csirkét engedtek szét a pályán. A fekete csirke szimbolikus jelentőségű volt, hisz Marshall volt az egyetlen tulajdonos, aki nem alkalmazott fekete játékosokat. A következő évben szintén Washingtonban, a kezdőrúgás előtt, amikor a Redskins zenekara és a pom-pom lányai bevonultak a pályára, négy drapit feszítettek ki Murchinson felbérelt emberei, amire csupa nagybetűvel "CSIRKÉK" volt kiírva. Majd két csirkének öltözött artista beszaladt a pálya felé, és színes tojást kezdtek dobálni. Az egyiküket sikerült elkapni, de a másiknak sikerült beszökni a pályára, addigra a zenekar már elkezdte játszani a Nemzeti Himnuszt, így az őrök is vigyázzba álltak. Mikor véget ért a himnusz, az őrök megpróbálták elkapni a másik csirkének öltözött embert, de sikerült megszöknie. Másnap a Dallas News így írt a mérkőzésről: "Nézőszám -- 49 888(és egy csirke)"

## Statisztika
Frissítve: 2010. november 6.
| Csapat               | Gy  | V   | D  | %    | utolsó eredmény | utolsó időpont | utolsó helyszín             | Playoff |
| Miami Dolphins       | 4   | 6   | 0  | 40,0 | 16-13           | 2007.09.9.     | Landover, Maryland          | 1-1     |
| Oakland Raiders      | 4   | 7   | 0  | 30,0 | 34-13           | 2009.12.13.    | Oakland, Kalifornia         | 0-1     |
| Carolina Panthers    | 7   | 2   | 0  | 77,7 | 20-17           | 2009.10.11.    | Charlotte, Észak-Karolina   |         |
| Arizona Cardinals    | 74  | 44  | 2  | 62,5 | 24-17           | 2008.09.21.    | Landover, Maryland          |         |
| Chicago Bears        | 19  | 20  | 1  | 48,8 | 17-14           | 2010.10.24.    | Chicago, Illinois           | 4-3     |
| Jacksonville Jaguars | 3   | 1   | 0  | 75,0 | 36-30           | 2006.10.1.     | Landover, Maryland          |         |
| Cleveland Browns     | 10  | 33  | 1  | 23,9 | 14-11           | 2008.10.19.    | Landover, Maryland          |         |
| Atlanta Falcons      | 14  | 6   | 1  | 72,5 | 31-17           | 2009.11.8.     | Atlanta, Georgia            | 1-0     |
| Dallas Cowboys       | 38  | 59  | 2  | 36,7 | 13-7            | 2010.09.12.    | Landover, Maryland          | 2-0     |
| Denver Broncos       | 4   | 6   | 0  | 40,0 | 27-17           | 2009.11.15.    | Landover, Maryland          | 1-0     |
| New Orleans Saints   | 15  | 8   | 0  | 53,3 | 33-30           | 2009.12.6.     | Landover, Maryland          |         |
| New York Giants      | 61  | 89  | 4  | 41,2 | 45-12           | 2009.12.21.    | Landover, Maryland          | 1-1     |
| Pittsburgh Steelers  | 42  | 21  | 3  | 65,9 | 23-6            | 2008.11.3.     | Landover, Maryland          |         |
| Tampa Bay Buccaneers | 8   | 8   | 0  | 50,0 | 16-13           | 2009.10.4.     | Landover, Maryland          | 1-1     |
| Kansas City Chiefs   | 1   | 7   | 0  | 12,5 | 14-6            | 2009.10.18.    | Landover, Maryland          |         |
| Buffalo Bills        | 4   | 7   | 0  | 36,4 | 17-16           | 2007.12.2.     | Landover, Maryland          | 1-0     |
| Tennessee Titans     | 4   | 6   | 0  | 40,0 | 25-22           | 2006.10.15.    | Landover, Maryland          |         |
| Indianapolis Colts   | 10  | 19  | 0  | 34,4 | 27-24           | 2010.10.17.    | Landover, Maryland          |         |
| Detroit Lions        | 26  | 12  | 0  | 68,4 | 37-25           | 2010.10.31.    | Detroit, Michigan           | 3-0     |
| Green Bay Packers    | 13  | 17  | 1  | 43,5 | 16-13           | 2010.10.10.    | Landover, Maryland          | 1-1     |
| Minnesota Vikings    | 8   | 6   | 0  | 57,1 | 32-21           | 2007.12.23.    | Minneapolis, Minnesota      | 3-2     |
| St. Louis Rams       | 21  | 9   | 1  | 69,4 | 30-16           | 2010.09.26.    | St. Louis, Missouri         | 2-2     |
| San Francisco 49ers  | 9   | 14  | 1  | 39,6 | 27-24           | 2008.12.28.    | San Francisco, Kalifornia   | 1-3     |
| Seattle Seahawks     | 10  | 4   | 0  | 71,4 | 20-17           | 2008.11.23.    | Seattle, Washington         | 0-2     |
| Baltimore Ravens     | 1   | 3   | 0  | 25,0 | 24-10           | 2008.12.7.     | Baltimore, Maryland         |         |
| New England Patriots | 6   | 2   | 0  | 75,0 | 52-7            | 2007.10.28.    | Foxboro, Massachusetts      |         |
| Philadelphia Eagles  | 78  | 67  | 6  | 53,7 | 17-12           | 2010.10.3.     | Philadelphia, Pennsylvania  | 1-0     |
| Houston Texans       | 2   | 1   | 0  | 66,7 | 30-27           | 2010.09.19.    | Landover, Maryland          |         |
| Cincinnati Bengals   | 4   | 4   | 0  | 50,0 | 20-13           | 2008.12.14.    | Cincinnati, Ohio            |         |
| New York Jets        | 8   | 1   | 0  | 88,9 | 23-20           | 2007.11.4.     | East Rutherford, New Jersey |         |
| San Diego Chargers   | 6   | 3   | 0  | 66,7 | 23-20           | 2010.01.3.     | San Diego, Kalifornia       |         |
| Összesen             | 512 | 491 | 23 | 51,0 |                 |                |                             |         |

| Szín | Eredmény                 |
| ---- | ------------------------ |
|      | Győzelem                 |
|      | Győzelem hosszabbításban |
|      | Vereség                  |
|      | Vereség hosszabbításban  |